# Клан Маколей

Ембрема (гребінь, хрест) клану Маколей.

Герб вождів клану Маколей.

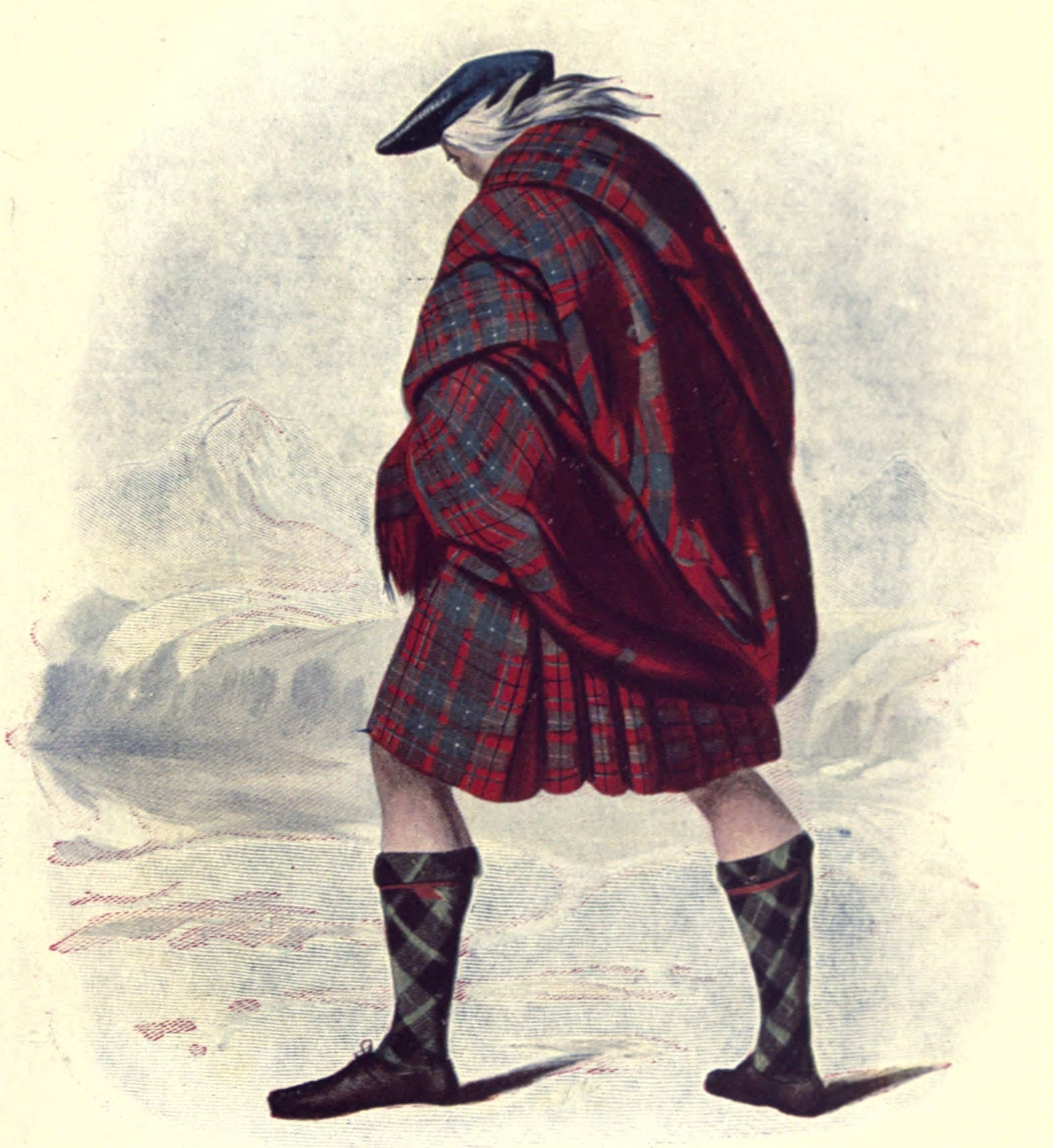
Чоловік з клану Маколей у традиційному одязі. Малюнок художника Р. Р. МакЯна. 1845 рік.

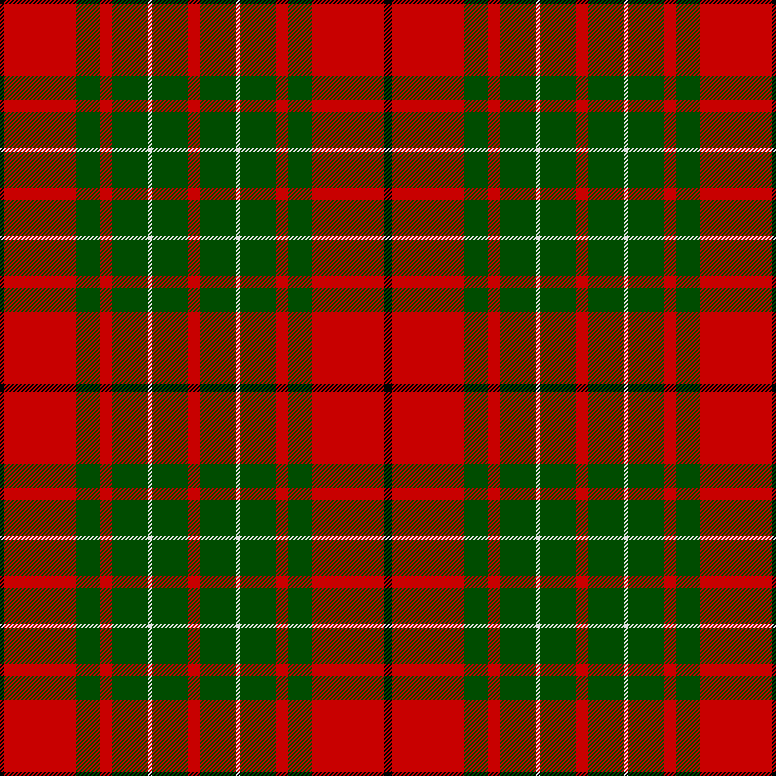
Тартан клану Маколей.

Клан Маколей (гельск. — Clan MacAulay) — один з кланів гірської Шотландії (Гайленд) та один з ірландських кланів. У Шотландії цей клан жив на землях Ардінкейпл (шотл. — Ardincaple). Нині живе в маленькому селищі Ру та в селищі Хеленсбург в Аргайл-і-Б'ют. Маколей з Ардінкепла в старі часи жили в графстві Дунбартоншир (шотл. — Dunbartonshire) — на межі між гірською та рівнинною Шотландією. Історично він розглядався як клан Хайленда і пов'язувався істориками з графством Ленокс, а в пізніші часи з кланом МакГрегор. Традиційно вважається одним з семи кланів, що входять до Шол Альпін (гельск. — Siol Alpin) — нащадки Кінеда мак Альпіна — короля піктів. Перші достовірні згадки про клан Маколей знаходимо в документах XVI століття. Клан ворогував і воював з сусідніми кланами. У XVII — XVIII століттях клан прийшов у повний занепад. Після смеріт Олея МакОлея у середині XVIII століття клан практично зник.
З відродженням інтересу до шотландських кланів XX століття з'явилась ідея відродити клан Маколей. Прагнули об'єднати три розрізнені групи та всіх, хто носив прізвище Маколей і віднайти нащадків вождя клану. У 2002 році було віднайдено потенційного вождя клану, але на сьогодні герольди Шотландії не визнали його як вождя клану і оскільки немає визнаного вождя, клан вважається «кланом зброєносців».
Є багато різних родин в Шотландії та Ірландії, хто носить прізвище Маколей: Маколей з Льюїса, Маколей з Уїста, Маколей з Оффалі (Ірландія), Маколей з Вестміта (Ірландія), Маколей з Фермани (Ірландія), Маколей з Гленс (з Антріма, Ірландія).

## Історія клану Маколей

### Походження
Клан Маколей Ардінкейпл спочатку жив в землях Дунбартоншир, що контролювались мормером (ерлом) Леноксом. Гельською мовою титул мормер називався Авлайв (гельск. — Amhlaíbh). Вважається, що від цього слова і походить назва клану Маколей — тобто «сини мормера». Одним із таких мормерів був молодший син Айліна II, графа Ленокса. Також в ті часи поет Муйредах Альбанах О Далайг (гельск. — Muireadhach Albanach Ó Dálaigh) назвав володіння Муйредаха Ленокса Ард нан Ех (гельск. — Ard nan Each) — Височина Коней. Авлайв та його нащадки були владиками землі Фаслейн і широкою смугою землі біля озера Лох-Гар. Топонім Ардінкейп очевидно походить від гельського Ард нан Ех. В свій час Мауган записав таку легенду: в місцевості Фаслейн на пагорбі Кнок-на-Куллах (гельск. — Cnoch-na-Cullah) ріс дуб. Коли півень проспіває під гілками цього дуба, клан Маколей загине.
Фактично походження клану Маколей лишається невідомим. Перші відомі вожді клану Маколей були лайрдами Ардінкейпл. У 1296 році вожді шотландських кланів складали присягу англійському королю Едуарду І. Список цих вождів був занесений в рукопис «Рагман Роллс». Там зустрічається ім'я Моріса де Арнкапела. Олександ Нісбет вважає, що це вождь клану Маколей.
Люди з прізвищем Ардінкейпл зустрічаються у середньовічних шотландських хроніках. Йоханес Арденагаппіл зустрічається в документах графа Леннокса за 1364 рік. Артур де Ардінкейпл отримав грамоту від графа Леннокса у 1390 році. У 1489 році Роберту Арнгапіллу були надані документи щодо замку Думбартон. У 1513 році Олей Арнгапілл згадується в документах.

### XV—XVI століття
У XV—XVI століттях в Думбартонширі клани МакФарлейн, Маколей, Колхаун здійснювали напади на землі один одного і грабували, викрадали худобу. Інші клани — МакГрегор, Кембелл, Камерон теж почали здійснювати напади на ці території з метою грабунку. У липні 1567 року Марія Стюарт змушена була зректися трону на користь свого малолітнього сина. Волтер Маколей Ардінкейпл був одним із захисників малолітнього принца. Лейрд МакКавла Ардінкейпл у 1587 році був головним васалом графа Леннокса. У 1594 році клан МакКавліс записаний у список розбитих кланів.
Протягом XVI століття тривала ворожнеча і війна клану Маколей з кланами Буханан і Галбрайх (гельск. — Galbraith). 1 серпня 1590 року Волтер Маколей — син Аллана Маколей Дарлінга був вбитий на дорозі Думбартон у сутичці з людьми клану Буханан, яких очолював Томас Буханан — шериф Думбартона. У цій сутичці також були важко поранені брат Волтера — Дункан Маколей, Джон Ду МакГрегор, Джеймс Колхаун, Міллер, МакГіббон і ще деякі люди з клану Маколей. Клан Маколей подав скаргу в суд, але обвинувачені не з'явилися в суд і були оголошені «бунтівниками». 6 жовтня 1590 року Томас Буханан Блайрлуск, Джон Буханан, його син Джон Буханан Берджесс Думбартон та інші були офіційно звинувачені у вбивстві Волтера МакОлея і їм було наказано з'явитися на суд в Единбург. Але справа була відкладена по причині неявки звинувачених.
Навесні 1593 року Роберт Галбрайх — лерд Кулкреух отримав дозвіл «Вогнем і мечем» знищувати бунтівні клани, зокрема клан МакГрегор. Клани Маколей та Колкухон підозрювали, що клан Галбрайх насправді буде знищувати не клан МакГрегор (з яким клан Маколей мав на той час дружні стосунки), а їх. Вожді кланів поскаржилися до Таємної ради. Під впливом герцога Ленокса лист-дозвіл «Вогнем і мечем» був відібраний у кланів Галбрайх та Буханан.
У XVI столітті клан МакГрегор постійно конфліктував з іншими шотландськими кланами і як результат цього клан МакГрегор був оголошений поза законом. Для того, щоб вийти з цієї ситуації і зміцнити свої позиції клан МакГрегор укладав спілки і союзи з іншими кланами, які мали спільний родовід з кланом МакГрегор. Одна з таких спілок була укладена 6 липня 1571 року між МакГрегором та Лахліном МакКінноном з Страхарділлу. Ще один альянс був укладений через 20 років — 27 травня 1591 року з кланом Маколей. Ця офіційна угода, яка ввійшла в історію як Бонд Манрент (шотл. — Bond Manrent) була укладена між Олеєм МакОлеєм Ардінкейплом та Аласдайром МакГрегором Гленстре. Спілка була підкріплена даниною худобою, що було звичайною практикою в той час.
Арчибальд Кемпбелл — VII граф (ерл) Аргайлу почав війну проти клану Маколей. Лейтенанти Аргайлу — Дункан Кемпбелл та Ніл Кемпбелл Лохгойлхед, капітан Каррік провели рейди на землі Ардінкейпл і намагались вбити вождя клану Маколей. Кемпбелл Каррік закріпився в завмку Каррік на березі озера Лох-Гойл, що біля Ардінкейплу. Вищезгадані ватажки захопили низку земель клану Маколей. Проте Таємна Рада 17 травня 1600 року засудила Кембелла Карріка та Кемпбелла Дронгі як бунтівників.

### Після 1600 року
Після подій у Глен Фруйн — сутичок кланів МакГрегор та Колхаун у 1603 році західний Думбартоншир поступово ставав мирним. Клан МакГрегор припинив своє існування як окремий клан і як союзник і захисник кланів Маколей, МакФарлейн, Б'юкенен. Землі цих кланів поступово почали захоплювати інші клани. У 1614 році Ангус Ог МакДональд з Дунівайгу захопив замок Дунівайг, що був у володіннях єпископа Островів. Сер Олей Маколей Ардікейпл зі своїми людьми у супроводі єпископа вимагав повернути замок.
26 березня 1639 року Ковенантори захопили замок Думбартон, щоб запобігти захоплення цих земель роялістами у випадку їх вторгнення з Ірландії. Граф Аргайлу доручив захищати замок Вальтеру МакОлею — лерду Ардікейплу. У 1648 році був створений церковний прихід Ру (шотл., гельск. — Row, Rhu). Прихід був створений з ініціативи Олея МакОлея — лерда Ардікейпла, що хотів відокремити ці землі від приходу Роснех (гельск. — Rosneath), що на протилежному боці озера Лох-Гар. Через рік він побудував першу парафіяльну церкву, упорядкував землю навколо церкви і посадив сад для пастора.
«Славна революція» 1688 року повалила владу короля Англії Джеймса II, що симпатизував католикам, і привела до влади короля Вільяма III Оранського. Більшість англійців прийняли короля Вільяма III, але якобіти Ірландії та Шотландії повстали проти нього і виступили на стороні повалено короля Джеймса. У 1689 році граф Аргайл зібрав полк чисельність 600 чоловік і поставив його під прапори короля Вільяма. Полк складався з 10 загонів по 60 чоловік у кожному. Вільям і його дружина Марія були короновані як король і королева Шотландії під іменами Вільям II і Марія II 5 листопада 1689 року. У 1690 році «Армія Ардекейпла» була під командуванням капітана Арчібальда МакОлея Ардекейпла, лейтенанта Джона Ліндсея, прапорщика МакОлея Аншента. Пізніше, у 1694 році, молодший брат Арчібальда, Роберт став капітаном піхотного полку графства Аргайл. Після «Славної революції» довгий час панувало побоювання, що прихильники колишнього короля — якобіти організують вторгнення в Думбартоншир. Місцеві парафії повинні були бути напоготові мобілізувати людей на війну. У 1693 році парафії були зобов'язані виставити: Кілмаронок — 50 чоловік і 10 гармат, Гленіглсі — 74 чоловіки озброєні мечами, Лусс — 70 чоловік озброєних, Кардросс — 130 чоловіків озброєних, Ру — 80 чоловік і 56 одиниць вогнепальної зброї. Парафії обирали своїх представників для командування ополченням. Командиром ополчення графства був обраний лейтенант Маколей Ардінкейпл.
На початку XVIII століття клан Маколей розселився на землях Кейтнесса та Сазерленду.

## Клан Маколей в Ірландії
На початку 17-го століття клан Маколей був залучений до колонізації Ірландії. Кілька сімей клану Маколей були переселені в Ольстер, в Портлоу (ірл. — Portlough) в баронстві Рафоу (ірл. — Raphoe), в графство Донегол. Клану Маколей було виділено 12 000 акрів земель. У 1610 році Людовик Стюарт — II герцог Леннокс виділив клану Маколей 3000 акрів землі. Були і інші земельні ділянки: 1000 акрів було подаровано джентльмену Олександру МакОлею Дарлінгу. Король призначив уповноважених для перевірки поміщиків — як вони ведуть і розвивають господарство. У липні 1611 року була здійснена інспекція земель Портлоу. В доповіді, зокрема, говориться: «…Олександр Маколей Дарлінг, 1000 акрів, нічого не зроблено.» У 1619 році в аналогічній доповіді зазначається: «…1000 акрів, Олександр Маколей: кам'яний будинок, господарство, 2 вільних власника, 9 орендарів, здатні виставити 30 чоловік зі зброєю.» Пізніше Олександр Маколей продав свою земельну ділянку Олександру Стюарту. За словами Хілла, Олександр Стюарт був предком Стюартів — маркізів Деррі.
Ще одна гілка клану Маколей оселилася в графстві Антрім і володіла нерухомістю в Гленмарі, аж поки ця власність не перейшла до людей з клану МакДугалл у 1758 році.

## Ірландський клан Маколей
Крім шотландського клану Маколей існує ще ірландський клан Маколей з септами Мак Авлайв (ірл. — Mac Amhlaoibh) та Мак Авлгайд (ірл. — Mac Amhalghaidh). Септа Мак Авлгайд походить з графств Оффалі та Вестміт. Септа отримала свою назву від давнього ірландського клану Авалгайд (ірл. — Amhalgaidh). Септа вважається суто ірландською і веде своє походження від верховного короля Ірландії Ніла Дев'яти Заручників. Вожді септи записані в ірландських літописах як «вожді Карлі», а їхні землі були відомі з XVI століття як «країна МакГавлі» (ірл. — MacGawley).
Септа Мак Авлайв походить з графства Фермана в Ольстері, свою назву отримали від ірландського імені Авлейв (ірл. — Amhlaoibh), що походить від скандинавського Олаф (норв. — Áleifr). Септа веде своє походження від Амлайба (ірл. — Amlaíb) (помер у 1306 році) — молодшого сина Магуйре І (ірл. — Maguire) — короля маленького васального королівства в нинішньому графстві Фермана — Донн Ок (1286—1302). Септа лишила свій слід в назві баронства Кланавлі (ірл. — Clanawley) в графстві Фермана.
Септа Мак Авлайв з графства Корк є гілкою клану Мак Карті. Сьогодні багато людей септи відомі як МакОліфі (ірл. — MacAuliffe). Вожді септи жили в замку МакОліфі, що був розташований в Ньюмаркеті, графство Корк. Земля септи була описана в 1612 році як земля «клану Оліфі».
Септа Маколей Гленс шотландського походження. Жили в Гленс Антрім. Були союзниками клану МакДонелл в 16 столітті. Клан МакДонелл захопив землі Кланнбой, клани Маколей, МакГілл, МакАлістер зайняли північно-східне узбережжя графства Антрім. На рівнині Бун-на-Майргі біля Балікалу, клан МакДонелл на чолі з Сорлі МакДонеллом бився з кланом МакКвіллан. Перед битвою клан МакКвіллан звернувся до кланів О'Нейлл, Маколей, МакФойл по допомогу. Але клани Маколей та МАкФойл на два дні запізнились і коли прибули, то були тільки глядачами битви, що досягла своєї кульмінації. Сорлді МакДонелл поїхав до клану Маколей та МакФойл і переконав їх приєднатися до нього. Тоді об'єднані сили погнали військо клану МакКвіллан до берега річки Аура, де клан МакКвіллан був розбитий, а його вождь вбитий. Битва ввйшла в історію як битва Аура. Свято переможців тривало кілька днів після битви, на вершині Тростан гори було складено піраміду, що називається Кослін Сорлі Бой.

## Клан Маколей в літературі
Легенда про клан Маколей з'являється в 1819 році в романі Вальтера Скотта  "Легенда про Монтроза" про Джеймса Грема, V графа Хайленда та його військової компанії проти ковенанторів в 1644 році. Один з головних персонажів легенди — Аллан Маколей — командир армії маркіза Монтроза та його молодший брат Ангус, вождь клану Маколей. У романі Аллан Маколей свариться з кланом Макігс, що відомий як «Діти туману». Історично термін «Діти туману» стосується лінії клану МакГрегор, що була позбавлена спадщини у 16 столітті. Характер Аллана МакОлея був описаний з історичного Джеймса Стюарта Ардворліха, якого ще називали «Божевільний майор».